# Amnisos
Amnisos (neboli také Amnissos a Amnisus) je vesnice na severním pobřeží Kréty. Její minulost sahá do doby bronzové. Byla používána jako přístav do paláce v Knóssu. Vykopávky v roce 1932 odhalily vilu, která byla nazvána Domem lilií podle fresky, která tam byla nalezena a na níž jsou zobrazeny lilie.

## Geografie
Vesnice leží 7 km východně od hlavního města ostrova Iraklionu u pláže využívané turisty. Hladina moře je o 3 m vyšší než v době bronzové. Vesnicí protéká stejnojmenná řeka, na níž podle pověstí žili nymfy z řecké mytologie.

## Archeologické nálezy
V roce 1932 objevil archeolog Spyridon Marinatos již zmíněný Dům Lilií, pojmenovaný podle zde nalezené fresky s lilijemi. Dvoupodlažní vila měla deset pokojů, dlážděný dvorec, sál, kuchyňský kout, koupelnu a v neposlední řadě také svatyni.

Kolem roku 1450 př. n. l. byla vila zničena spolu s dalšími významnými památkami včetně paláce v Knóssu.

## Galerie

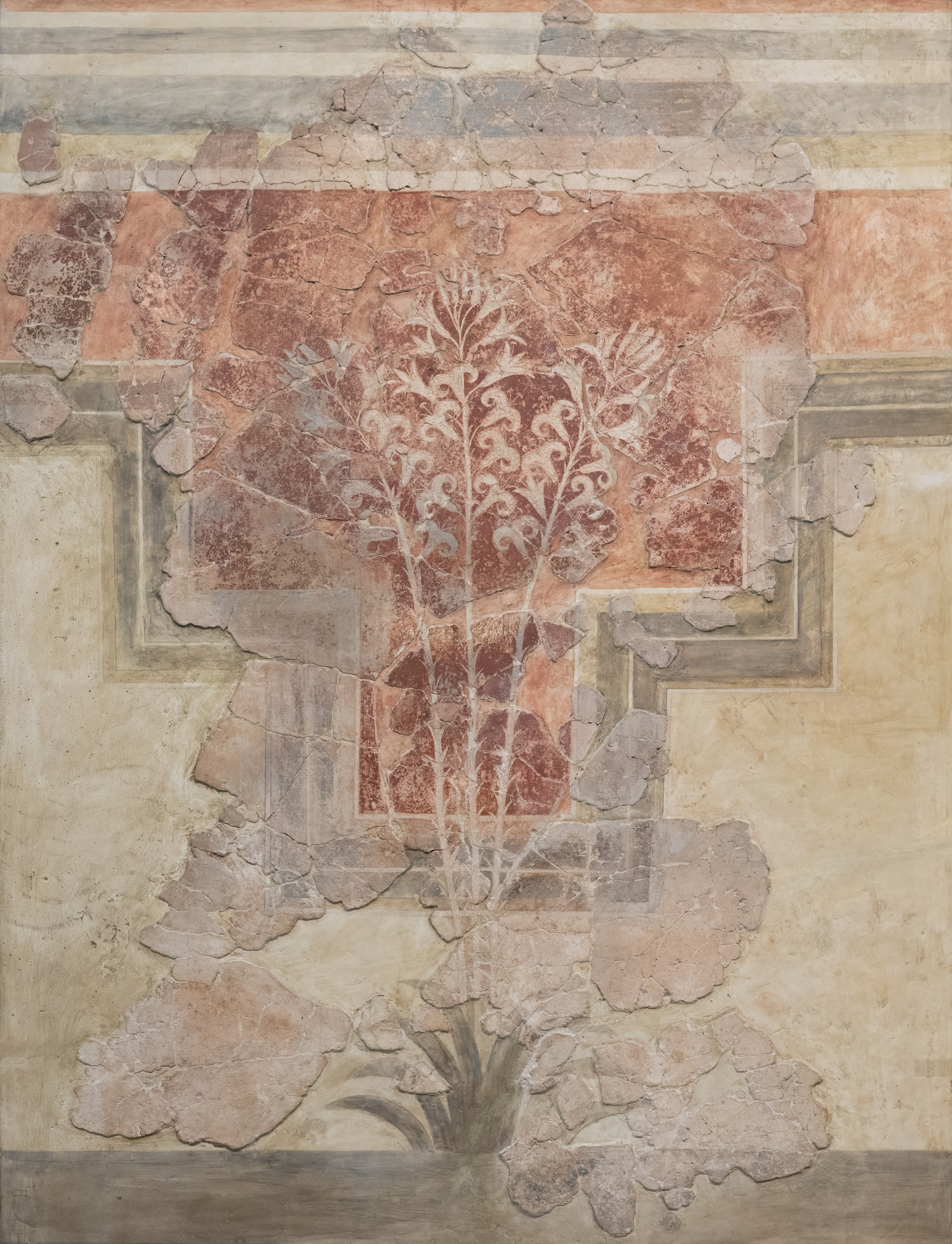
Freska z vily, dnes v muzeu v Iraklionu.